# مورفة الغروب
مورفة الغروب (الاسم العلمي: Morpho hecuba) (بالإنجليزية: Sunset Morpho)‏ هي نوع من الحشرات يتبع جنس المورفة من الفصيلة الحورائيات.